# Danny Loo
Daniela Alejandra Egusquiza Loo (Huarmey, 17 de mayo de 1999) conocida artísticamente como Danny Loo, es una comunicadora y cantante peruana, conocida por haber sido parte de la orquesta Papillón.

## Biografía y trayectoria
Nació el 17 de mayo de 1999 en la ciudad de Huarmey en el Departamento de Áncash, comenzó su trayectoria musical en el 2013, a los 12 años, integrando el coro de la Parroquia Nuestra Señora del Rosario en su ciudad natal. Desde temprana edad participó en concursos de canto y declamación. En 2015, formó su propia agrupación musical bajo el nombre de Danny Loo & Orquesta, con la que realizó presentaciones locales y algunas giras artísticas.
Posteriormente se trasladó a Lima, donde grabó su primer álbum titulado Clásicos, una recopilación de baladas de los años 80 y 90. Tras ello fue contratada por la productora Morena Producciones participando en la realización de entrevistas y videoclips.
En 2017, ingresó a la Universidad César Vallejo para estudiar Ciencias de la comunicación. Durante su etapa universitaria, fue invitada a ser la cantante principal de la orquesta de la universidad. 
En 2023, fue presentada como nueva integrante en la orquesta de cumbia peruana Papillón. Allí permaneció poco más de un año hasta que en 2024 anunció su salida continuando su carrera como solista.

## Discografía

### Álbum en solitario
- 2015: Clásicos
- 2025: Cumbialoo

### Sencillos
- Mix Ámame (Danny Loo ft. Aldo Riccio)
- Me Estoy Enamorando de Ti
- Basta Ya
- Mix Frontera[8][9]
- Lo Nuestro Ya Se Acabó
- O Conmigo O Con Otra
- Por El Resto De Tu Vida (Danny Loo ft. Aldo Riccio)
- La Duda (Danny Loo ft Jean Paul Zavala)[10]